# Singer & Wolfner
La casa editrice Singer & Wolfner fu fondata a Budapest nel 1885 da Sandor Singer e Jozsef Wolfner. All'epoca era considerata come la più importante casa editrice ungherese.

## Storia
Nei decenni successivi alla firma del Österreichisch-Ungarischer Ausgleich, ovvero il compromesso del 12 giugno 1867 con il quale l'Ungheria otteneva una condizione di parità con l'Austria all'interno della monarchia asburgica, iniziarono a nascere società per azioni che assunsero un ruolo di rilievo nel settore dell'editoria e del commercio, soprattutto perché, a differenza delle piccole imprese, queste avevano accesso a ben più ampie risorse e fondi di investimento.
Tra queste società vi era la casa editrice Singer & Wolfner fondata nel 1885 da Sandor Singer e Jozsef Wolfner. Nel 1923 Wolfner, ricoprendo il doppio incarico di presidente e di direttore, trasformò la casa editrice in una società per azioni che, a partire dal 1943, assunse il nome di Istituto Letterario dei Tempi Moderni. Il modello a cui Wolfner si ispirò fu la casa editrice tedesca Engelhorn.

## L'attività
La casa editrice divenne famosa soprattutto per le sue opere letterarie per ragazzi, per la sua attenzione nei confronti della media borghesia e le sue numerose edizioni economiche. I fondatori della Singer & Wolfner intuirono più di ogni altro gruppo editoriale l'esigenza dei lettori di avere una letteratura capace non soltanto di istruire ma anche di intrattenere e divertire, dando così vita alla collezione Romanzi Universali. In questo periodo, accanto alla pubblicazione di opere di autori ormai noti, Singer & Wolfner si dedicò anche alla scoperta di nuovi giovani talenti quali Ferenc Herczeg, Geza Gardonyi, Sándor Bródy, Zoltán Ambrus, Ignotus e Viktor Rakosi.

## Le arti
Singer & Wolfner attribuiva grande valore alle arti e per tale motivo diede sempre molta importanza alle illustrazioni e alla impaginazione dei suoi libri. Alcune copertine e immagini erano dei veri capolavori d'arte. Nel 1932, dopo la morte di Wolfner, suo figlio István Farkas, pittore, assunse la guida degli affari di famiglia. Oltre alla gestione della casa editrice, Farkas continuò a dedicarsi alla pittura. Il suo animo d'artista fece sì che Singer & Wolfner riservasse ancora maggiore attenzione e cura agli aspetti artistici ed estetici delle pubblicazioni. Gran parte delle copertine, delle immagini e della grafica fu progettata e realizzata dal noto studio Hellmann Mosony-Pfeiffer.

## La libreria
All'inizio del XX secolo iniziarono a sorgere moltissime librerie moderne e di lusso. Quando nel 1912 il quartier generale della Singer & Wolfner venne trasferito in via Andrassy 16, la casa editrice aveva già alle spalle ben 26 anni di attività e quindi poteva contare su un notevole vantaggio rispetto ai negozi di libri di nuova creazione. Al pian terreno dello stabile di via Andrassy si trovava la libreria considerata la più bella e la più moderna di tutto l'Impero austro-ungarico. Al primo piano si trovavano invece le redazioni delle due riviste settimanali più popolari, dedicate a bambini e ragazzi: La mia rivista e le Ragazze ungheresi.
L'interno del negozio, l'arredamento, l'enorme lampadario di bronzo, i quadri, le vetrine e la facciata dell'edificio erano stati progettati dallo scultore Géza Maróti. Il lavoro ligneo fu realizzato dall'artista e falegname Jozsef Kiss. Gli scaffali raggiungevano il soffitto ed erano stati posizionati con grande maestria per permettere una facile consultazione dei testi.

## Edizioni
- Romanzi Universali (1885-1931), volumi singoli con una tiratura di oltre venti mila copie.
- Lessico dei Tempi moderni (1936-1942) - 24 volumi.
- Libro di milioni
- Biblioteca economica

## Riviste
- Tempi moderni (redattore Ferenc Herczeg) - Settimanale sulle belle arti per donne della media borghesia.
- Osservatorio ungherese (redattore István Tisza)
- Belle Arti (redattore Karoly Lyka) - L'abbonamento alla rivista qualificava i suoi lettori a diventare soci dell'Associazione delle Arti Grafiche.

## Ragazze Ungheresi e La Mia Rivista
- Ragazze Ungheresi: la rivista settimanale illustrata venne pubblicata a partire dal 1894, dietro la direzione di Anna Tutsek, scrittrice di orientamento conservatore. La rivista era adatta a giovani ragazze. Gli articoli affrontavano tematiche quali l'educazione, la gestione della casa e la cura del corpo. Allo stesso tempo però al suo interno si trovano pagine di novelle, di teatro, poesie, notizie e lettere al giornale. Il settimanale ebbe un enorme successo tra le ragazze e anche tra i ragazzi ungheresi.
- La mia rivista: Il redattore era Lajos Posa, autore di stupende poesie per bambini. La rivista venne pubblicata settimanalmente per 35 anni, a partire dal 1889 ed era dedicata ai bambini. (Non si sa se questa idea fu del redattore o dell'editore Singer & Wolfner).